# Nova Xavantina
Nova Xavantina är en kommun i Brasilien.   Den ligger i delstaten Mato Grosso, i den centrala delen av landet, 500 km väster om huvudstaden Brasília. Antalet invånare är 19 475.
Omgivningarna runt Nova Xavantina är huvudsakligen savann. Runt Nova Xavantina är det mycket glesbefolkat, med 3 invånare per kvadratkilometer.